# گرابارکا-کلاشتور
گرابارکا-کلاشتور (به لهستانی:  Grabarka-Klasztor) یک روستا در لهستان است که در گمینا نوژتس-ستاتسیا واقع شده‌است.